# Aenictus leptotyphlatta
Aenictus leptotyphlatta (лат.) — вид муравьёв-кочевников, принадлежащий к роду Aenictus.

## Распространение
Юго-восточная Азия: Таиланд.

## Описание
Длина рабочих около 2 мм (от 2,35 до 2,45 мм). Основная окраска коричневая (грудь до чёрного). Тело блестящее (кроме морщинистых боков среднегруди), покрыто отстоящими волосками. Каста рабочих мономорфная. Длина головы рабочих (HL) 0,50—0,53 мм; ширина головы (HW) — 0,43—0,48 мм; длина скапуса усика (SL) — 0,33—0,35 мм; индекс скапуса (SI) — 74—76. Усики 10-члениковые, скапус короткий, не достигает задний край головы. Жвалы субтреугольные. Передний край клипеуса выпуклый, ровный, без  зубчиков. Голова и первый тергит брюшка гладкие и блестящие. Головные псевдоглазные пятна (Typhlatta spot) слабо развиты, неотчётливы. Стебелёк между грудкой и брюшком у рабочих состоит из двух члеников, а у самок и самцов — из одного (петиоль). Нижнечелюстные щупики самок и рабочих 2-члениковые, нижнегубные щупики состоят из 2 сегментов (формула 2,2; у самцов 2,1). Проподеальное дыхальце расположено в верхней боковой части заднегруди. Голени с двумя шпорами. Жало развито.
Вид был впервые описан в 2010 году мирмекологами Вияватом Джайтронгом (Dr. Weeyawat Jaitrong) и К. Егути (Dr. Eguchi, K.) по материалу рабочих особей из Таиланда, а его валидный статус подтверждён в ходе родовой ревизии, проведённой в 2011 году таиландскими мирмекологами Деча Виватвитайя (Decha Wiwatwitaya) и Вияватом Джайтронгом (Dr. Weeyawat Jaitrong). Включён в состав монотипической видовой группы Aenictus leptotyphlatta species group, отличаясь такими признаками строения как хорошо развитый субпетиолярный вырост треугольной формы с вершиной направленной вниз. Эта видовая группа морфологически близка к группам A. currax и A. laeviceps.